# Janne Stefansson
Janne Reidar Stefansson  (Transtrand, 19 maart 1935) is een Zweeds voormalig langlaufer. 

## Carrière
Stefansson maakte zijn internationale debuut met de elfde plaats tijdens de wereldkampioenschappen van 1958. In 1962 won Stefansson de zilveren medaille tijdens de wereldkampioenschappen op de 30 kilometer. Tijdens Stefansson zijn tweede spelen in 1964 strandde Stefansson viel drie keer net buiten de medailles individueel en won hij de gouden medaille op de estafette. Stefansson won in totaal zevenmaal de Wasaloop, dat aantal is alleen overtroffen door de negen overwinningen van Nils Karlsson.

## Belangrijkste resultaten

### Olympische Winterspelen
| Editie | Plaats       | Resultaten                                 |
| ------ | ------------ | ------------------------------------------ |
| 1960   | Squaw Valley | 7e 15 km 4e estafette                      |
| 1964   | Innsbruck    | 5e 15 km · 4e 30 km · 4e 50 km · estafette |

### Wereldkampioenschappen langlaufen
| Jaar | Plaats       | Resultaten                                 |
| ---- | ------------ | ------------------------------------------ |
| 1958 | Lathi        | 11e 30 km                                  |
| 1960 | Squaw Valley | 7e 15 km 4e estafette                      |
| 1962 | Zakopane     | 6e 15 km · 30 km · 6e 50 km                |
| 1964 | Innsbruck    | 5e 15 km · 4e 30 km · 4e 50 km · estafette |
| 1966 | Oslo         | 18e 15 km                                  |